# Kanelkindad hackspett
Kanelkindad hackspett (Celeus galeatus) är en fågel i familjen hackspettar inom ordningen hackspettartade fåglar.

## Utseende och läte
Kanelkindad hackspett är en 28 cm lång medlem av familjen med likt övriga Celeus-spettar en yvig huvudtofs. Den är ljusröd på tofs, nacke och strupsidestreck, kanelbrun i ansiktet och ett ljust streck syns på halssidan. Ovansidan är svart till nedre delen av ryggen, medan övergumpen är ljusbeige. Undersidan är tvärbandad i svart och ljust gräddvitt. Honan liknar hanen men saknar det röda strupsidestrecket. Liknande neotropisk spillkråka är svart på strupe, bröst och övergump medan gladiatorspetten är större med helrött huvud och röd nacke samt beige upp på ryggen. Lätet består av tre till tolv gälla "keer". Fågeln trummar mjukt och med jämnt tempo i 0,9 sekunder.

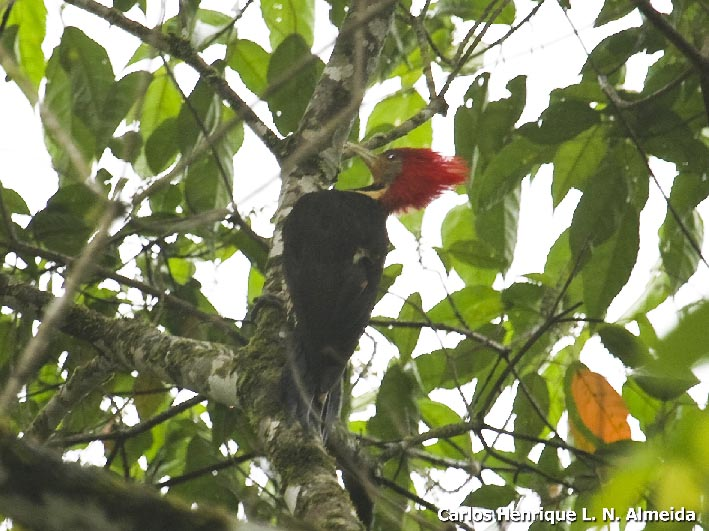

## Utbredning och systematik
Fågeln förekommer i fuktiga skogar från sydöstra Brasilien till östra Paraguay och nordöstra Argentina. Den behandlas som monotypisk, det vill säga att den inte delas in i några underarter.

### Släktestillhörighet
Tidigare placerades arten i släktet Dryocopus (eller i Hylatomus när de amerikanska spillkråkorna när de bryts ut till ett eget släkte), då under namnet hjälmspillkråka, och vissa gör det fortfarande. Genetiska studier visar dock förvånande nog att den trots olikartat utseende är en del av kastanjespettarna i Celeus. En teori är att fågeln utseendemässigt härmar neotropisk spillkråka. 

## Status och hot
Kanelkindad hackspett har en liten och fragmenterad världspopulation bestående av uppskattningsvis endast 3600 vuxna individer. Den tros också minska i antal till följd av habitatförlust. Fågeln är därför upptagen på internationella naturvårdsunionen IUCN:s röda lista över hotade arter, kategoriserad som sårbar (VU).